# Gedenkzimmer
Gedenkzimmer sind ein oder mehrere durch einen Namensträger genutzte Zimmer (mit öffentlicher Reputation), in denen diese entweder gelebt oder (zeitweise) gearbeitet haben. „Gedenkzimmer“ zeichnen sich durch die ursprünglichen Ausstattung hinterlassener Gegenstände der „Namensträger“ oder durch Einbringen von (persönlichen) Gegenständen der „Namensträger“ durch Dritte aus.
Als Gedenkzimmer werden auch Räumlichkeiten bezeichnet, die die Geschichte eines Ortes und der mit dem Ort verbundenen Persönlichkeiten dokumentieren.
In der ersten Hälfte des 20. Jahrhunderts wurden von „Gedenkzimmern“ Postkarten in den Verkehr gesetzt, um eine breite Bevölkerung auf das Vorhandensein hinzuweisen.
1952 musste die 1902 errichtete Bismarcksäule bei Porta Westfalica dem Fernmeldeturm weichen und wurde in einem entsprechenden Raum am Fuße des Turms untergebracht und entsprechend als „Gedenkzimmer“ bezeichnet.

## Gedenkzimmer in Europa
- József-Attila-Gedenkzimmer in Budapest
- Otto-von-Bismarck-Gedenkzimmer im Fernmeldeturm Weserbergland, 1952
- Korbinian-Brodmann-Gedenkzimmer in Hohenfels
- Franz-Grillparzer-Gedenkzimmer in Wien[3]
- Simon-Jenko-Gedenkzimmer in Slowenien
- Ján-Palárik-Gedenkzimmer in der Poliklinik von Majcichov
- Ludwig-Richter-Gedenkzimmer im Stadtmuseum Dresden
- Friedrich-Schiller-Gedenkzimmer in Dresden-Loschwitz
- Robert-Schumann-Gedenkzimmer in Bonn-Endenich
- Julius-Sturm-Gedenkzimmer
- Otto-Volk-Gedenkzimmer im Mathematischen Institut der Julius-Maximilians-Universität Würzburg
- Christoph-Martin-Wieland-Gedenkzimmer im Museum in Achstetten